# لیگ برتر فوتبال استونی ۲۰۰۱
لیگ برتر فوتبال استونی ۲۰۰۱ (انگلیسی: 2001 Meistriliiga) یازدهمین فصل لیگ برتر فوتبال استونی است که با قهرمانی باشگاه فوتبال فلورا تالین به پایان رسیده‌است.

## جدول لیگ
| رتبه | تیم                           | بازی | برد | مساوی | باخت | گل زده | گل خورده | گل تفاضل | امتیاز | صعود یا سقوط                                 |
| ---- | ----------------------------- | ---- | --- | ----- | ---- | ------ | -------- | -------- | ------ | -------------------------------------------- |
| ۱    | باشگاه فوتبال فلورا تالین (C) | ۲۸   | ۲۱  | ۵     | ۲    | ۶۲     | ۱۸       | ۴۴+      | ۶۸     | صعود به مرحله اول انتخابی لیگ قهرمانان اروپا |
| ۲    | باشگاه فوتبال تی‌وی‌ام‌کی        | ۲۸   | ۱۶  | ۸     | ۴    | ۷۷     | ۳۰       | ۴۷+      | ۵۶     | صعود به مرحله انتخابی جام یوفا               |
| ۳    | باشگاه فوتبال لوادیا تالین    | ۲۸   | ۱۶  | ۷     | ۵    | ۷۲     | ۳۵       | ۳۷+      | ۵۵     | صعود به جام اینترتوتو ۲۰۰۲                   |
| ۴    | باشگاه فوتبال ناروا ترانس     | ۲۸   | ۱۶  | ۳     | ۹    | ۷۹     | ۳۵       | ۴۴+      | ۵۱     |                                              |
| ۵    | باشگاه فوتبال ویلیاندی تولویک | ۲۸   | ۱۱  | ۶     | ۱۱   | ۴۱     | ۳۷       | ۴+       | ۳۹     |                                              |
| ۶    | Tallinna Levadia              | ۲۸   | ۶   | ۵     | ۱۷   | ۳۰     | ۷۸       | ۴۸−      | ۲۳     | صعود به مرحله انتخابی جام یوفا               |
| ۷    | Lootus                        | ۲۸   | ۴   | ۵     | ۱۹   | ۲۱     | ۵۳       | ۳۲−      | ۱۷     | پلی‌آف سقوط                                   |
| ۸    | باشگاه فوتبال کورساره (R)     | ۲۸   | ۲   | ۱     | ۲۵   | ۱۸     | ۱۱۴      | ۹۶−      | ۷      | سقوط به لیگ دسته اول فوتبال استونی           |

1. ↑  Club changed their name to Levadia Tallinn in 2004
2. ↑  Club changed their name to Levadia II Tallinn in 2004
3. ↑  Qualified As Estonian Cup winners

## پلی‌آف سقوط
| Valga                 | ۲ – ۱ | Lootus       |
| --------------------- | ----- | ------------ |
| Jääger ۱۴' · Kask ۱۴' |       | Golitsõn ۶۴' |

| Lootus      | ۱ – ۰ | Valga |
| ----------- | ----- | ----- |
| Abornev ۷۸' |       |       |

تیم لوتوس پس از تساوی در دو دیدار با گل زده در خانه حریف سهمیه شرکت در لیگ برتر فوتبال استونی ۲۰۰۲ را حفظ کرد.